# Cinglo de Desferrador
El Cinglo de Desferrador, o del Desferrador, és una cinglera del terme municipal de Gavet de la Conca, antigament de Sant Salvador de Toló, que té la seva continuïtat cap al sud-est en el terme de Vilanova de Meià, de la Noguera.
Està situada al vessant sud-occidental de la Serra del Cucuc, a l'estreta vall que hi obre el riu Boix, que davalla cap a la Noguera. El seu extrem meridional és l'Escala del Pas Nou, obrada a la paret de la cinglera per a permetre el pas dels vianants en un lloc antigament de difícil pas.
La sinuositat de la vall del riu Boix fa que aquesta cinglera sigui realment espectacular.